# Ghada Hassine
Ghada Hassine (tiếng Ả Rập: غادة حسين; sinh ngày 17 tháng 5 năm 1993 tại Sfax, Tunisia) là một vận động viên cử tạ người Tunisia. Cô đã tham dự Thế vận hội Mùa hè 2012 trong sự kiện -69 kg và về đích thứ 10.